# Maria Callís i Cabrera
Maria Callís i Cabrera (Girona, 1983) és una poetessa i docent catalana, que imparteix com a professora associada a la Universitat de Barcelona. Es va llicenciar en Filologia catalana per la Universitat de Barcelona i ha fet una tesina sobre lingüística, concretament sobre "El rotacisme de /d/ intervocàlica en alguerès. Interpretació fonològica i anàlisi quantitativa de la variació”. Actualment prepara la tesi doctoral a la secció de lingüística del departament de filologia catalana de la Universitat de Barcelona amb el títol: "Contactes consonàntics en alguerès. Descripció i anàlisi sincròniques".

## Poesia publicada
- Jonàs (Editorial Galerada, 2004)
- La matinada clara (Edicions a Petició, 2010) amb il·lustracions de Maria Alcaraz i Frasquet. Aquest poemari es titula de la mateixa manera que el poema "La matinada clara" de Joan Salvat-Papasseit.
- Ningú no ens representa. Poetes emprenyats (Editorial Setzevents, 2011) amb altres setanta poetes. Aquest poemari va sorgir arran de l'acampada del Moviment 15-M del 2011 a la Plaça de Catalunya de Barcelona.
- La ciutat cansada (Proa, 2017). Premi Carles Riba 2016.

Diferents grups i cantants catalans han musicat alguns dels seus poemes. Manel ha musicat "Jonàs" i també ho ha fet Bikimel. Petit ha musicat el poema inèdit "Nit mallorquina", dins l'àlbum "Llenya Prima", Miss Carrussel i Clara Peya han musicat "Cançó dels dies de cada dia", publicat a La matinada clara i Sílvia Pérez Cruz ha musicat "Pare meu" adaptació del poema "Salm i paràbola de la memòria pròdiga" dins dels poemari La matinada clara. El duet de Torredembarra Tres, format per Jordi Suñé i David Morlà, musiquen el poema "Talaiot" en el seu primer treball discogràfic "La sal de la mar”.

## Premis i reconeixements
- 2004: Premi Amadeu Oller per a joves poetes inèdits, per Jonàs
- 2016: Premi Carles Riba, per La ciutat cansada